# Graphium poggianus
Graphium poggianus är en fjärilsart som först beskrevs av Eduard Honrath 1884.  Graphium poggianus ingår i släktet Graphium och familjen riddarfjärilar. Inga underarter finns listade i Catalogue of Life.